# Vendetta (film din 1995)
Vendetta este un film suedez din 1995 regizat de Mikael Håfström. În film au fost distribuiți actorii Stefan Sauk și Pasquale Anselmo.

## Distribuția
- Stefan Sauk este Carl Hamilton
- Pasquale Anselmo este Enrico
- Carlo Barsotti este Don Giovanni
- Renato Carpentieri este Alda
- Leonardo De Carmine este Roberto